# Artoria mckayi
Artoria mckayi es una especie de araña araneomorfa del género Artoria, familia Lycosidae. Fue descrita científicamente por Framenau en 2002.
Habita en Australia (Queensland y Australia Meridional hasta Tasmania). Los machos tienen una longitud total de 3,5 milímetros; el cefalotórax mide 2,0 mm de largo y 1,4 mm de ancho. Las hembras tienen una longitud total de 5,9 milímetros; el cefalotórax mide 2,5 mm de largo y 1,8 mm de ancho.